# Destination 3001
Destination 3001 est une anthologie de vingt nouvelles de science-fiction réunies par Robert Silverberg et Jacques Chambon, publiée en octobre 2000.
Les nouvelles ont pour thème commun l'être humain, ou la civilisation humaine, en l'an 3000.
Les auteurs de ces nouvelles sont huit Américains, sept Français, deux Britanniques, deux Italiens et un Allemand.

## Publications

### Publication en France
Destination 3001 a été publié en France en octobre 2000 aux éditions Flammarion, dans la collection Imagine.
L'ouvrage a été réédité en 2003 chez J'ai lu, no 6577.

### Publication en Italie
Le recueil a aussi été publié en Italie dans le numéro 1490 de la revue Urania(page de couverture).

## Partie littéraire
Les pages indiquées dans les mentions « Situation dans le recueil » sont celles de l'édition parue chez J'ai lu en 2003.

### Quatre courts romans
- Auteur : Joe Haldeman.
- Titre original : Four Short Novels.
- Traducteur : Pierre-Paul Durastanti.
- Situation dans le recueil : pages 13 à 23.
- Résumé : 
  - « À la recherche du temps perdu » : En l'an 3000, les humains, par volonté, après avoir découvert la quasi-immortalité grâce au remplacement des corps et des organes par une numérisation des esprits, sont de plus en plus nombreux à avoir leurs esprits être « transformés » dans des esprits/corps d'enfants âgés d'un an. Aucun souci, aucune responsabilité, innocence totale. De plus en plus de gens se convertissent à cette forme de sauvegarde de l'esprit. Il n'y a finalement que des robots pour s'occuper de ces enfants. Derniers mots de la nouvelle : « Cela dura longtemps. Puis, une par une, les machines tombèrent en panne. ».
  - « Crime et Châtiment » : En l'an 3000, comment les criminels deviennent les Maîtres du monde…
  - « Guerre et Paix » : En l'an 3000, tous les êtres humains sont en guerre les uns contre les autres…
  - « Ainsi va toute chair » : En l'an 3000, le misanthrope Custer Tralia décide de devenir ermite et de vivre en plein désert australien. Mais il ne va pas rester seul : une femme tente de le séduire…
- Liens externes :
  - Publications en France, selon iSFdb
  - Publications dans le monde, selon iSFdb
  - « Fiche » sur le site NooSFere

### Paradi
- Auteur : Valerio Evangelisti
- Titre original : Paradice
- Traducteur : Jacques Barbéri
- Situation dans le recueil : p. 25 à p. 61
- Résumé : En l'an 3000, tous les habitants de la Terre sont des malades mentaux. Les milliards d'habitants de la planète passent leur temps à se battre, à se tuer, à se torturer, à se violer. Un jour, un navette spatiale venant de la Lune arrive à New York. C'est une équipe médicale qui vient de la base lunaire, habitée par le reliquat d'humains « sains d'esprit ». Cette équipe médicale est attaquée par une équipe de schizophrènes qui tuent tous les membres, à l'exception du médecin en chef, resté dans la navette. Des malades s'emparent des habits des infirmiers et prennent leur place. Ils reviennent à la navette, se faisant passer pour des soignants restés sur Terre. Peu après, ils attaquent le médecin…
- Liens externes :
  - Publications en France et en Italie, selon iSFdb
  - « Fiche » sur le site NooSFere

### Notre mère qui dansez
- Auteur : Nancy Kress
- Titre original : My Mother, Dancing
- Traducteur : Nathalie Serval
- Situation dans le recueil : p. 63 à p. 82
- Résumé : En l'an 3000, une expédition spatiale humaine vient contrôler l'évolution de nanomachines autoréplicantes implantées sur une planète tellurique plusieurs siècles auparavant. Les humains, à bord de leur vaisseau spatial, sont la « Mère » des nanomachines. Un contrôle rapide de la population montre un problème : les nanomachines sont bien moins nombreuses que prévu. Que s'est-il passé ? La conversation a lieu entre la « Mère » et les nanomachines de la « lignée 140 », qui se plaignent de l’attaque des Autres. Il semblerait que ces « Autres » soient en réalité des spores extraterrestres qui se sont déposées 92 ans auparavant sur la planète et qui en consomment l'oxygène. Un vif débat a lieu entre les humains : s'agit-il vraiment de spores, ou d'une manipulation et d'un mensonge des nanomachines ? La première hypothèse inquiète tant les humains qu'ils quittent immédiatement le système solaire. En effet, en plusieurs siècles de recherches intensives, jamais les humains n'ont constaté l'existence de formes de vie extraterrestres. Les nanomachines restent seul avec leur problème et leur risque de disparition, avec l'angoisse d'ignorer pourquoi la « Mère » ne répond plus.
- Liens externes :
  - Publications en France, selon iSFdb
  - Publications dans le monde, selon iSFdb
  - « Fiche » sur le site NooSFere

### Le Temps des Olympiens
- Auteur : Serge Lehman
- Situation dans le recueil : p. 83 à p. 119;

### Le Semeur de cauchemars
- Auteur : Andreas Eschbach.
- Titre original : Der Alptraummann.
- Traducteur : Claire Duval.
- Situation dans le recueil : p. 121 à p. 146.
- Résumé : 
  - Atteint d'une maladie incurable au début du XXIe siècle, Adison est placé en biostase. Il est réveillé par les humains de l’an 3000. Son corps a été « réparé » et amélioré : il a retrouvé son corps de jeune homme. La société humaine qui l'accueille semble parfaite : tous les gens sont en excellente santé, les maisons sont grandes et spacieuses, situées dans d'immenses parcs boisés. Il passe sa journée à deviser avec des compagnons sympathiques et fait l’amour avec des femmes ravissantes. Au fil des semaines, il comprend bien que quelque chose ne va pas et qu'on lui cache quelque chose. Cette société si parfaite l'est-elle vraiment ?
  - Il rencontre à plusieurs reprises un homme sale et répugnant que ses compagnons appellent le « semeur de cauchemars » et qu'on lui suggère d'éviter à tout prix. Après l'avoir évité, il finit par le rechercher pour en apprendre plus sur le monde merveilleux qui l'entoure. Il le rencontre et l'homme l'informe qu'il s'appelle Cohanur et qu'il peut lui apprendre la vérité, mais toute vérité n'est pas forcément bonne à connaître. Adison lui répond qu'il accepte de connaître la vérité. Il s'évanouit alors et se réveille sur un lit sale et malodorant, des fils et des tuyaux le reliant à diverses machines. La vérité que lui révèle Cohanur est terrifiante : il n'a pas été réveillé en l'an 3000 comme il le pensait mais en 2100. Adison est toujours malade et sa maladie ne sera jamais guérie, car sa sortie de biostase est irréversible. Sorti de biostase de manière forcée, son esprit a été connecté à une intelligence artificielle. Tout ce qu'il a vu, entendu et senti était factice. Glacé, Adison découvre alors les corps de ses compagnons : tous sont malades et mal en point. Certains ne sont pas des hommes, d'autres ne sont pas des femmes, et tous sont connectés à l'intelligence artificielle. Adison a été réveillé car ses compagnons avaient souhaité « un peu de variété » et un « nouveau visage » ! Pour sa part Cohanur a refusé la vie factice de l'intelligence artificielle et est chargé de l'entretien du monde réel. Cela ne l'empêche pas d'aller faire de brefs voyages dans la réalité virtuelle pour proposer à certains connectés de revenir au monde réel.
  - Adison décide de ne pas rester avec Cohanur et de retourner vivre en réalité virtuelle : il souhaite vivre intensément avant de mourir.
- Article connexe : Matrix.
- Liens externes :
  - Publications en France, en Italie et en Allemagne, selon iSFdb
  - « Fiche » sur le site NooSFere

### Millenium express
- Auteur : Robert Silverberg.
- Titre original : The Millennium Express.
- Traducteur : Hélène Collon.
- Situation dans le recueil : p. 147 à p. 175.
- Résumé : Depuis quelques semaines, quatre personnes issues des clonages d'Albert Einstein, de Pablo Picasso, d'Ernest Hemingway et de Vjong Lartisan, s'amusent à détruire des chefs-d'œuvre du passé. Alors qu'ils ont détruit la Mosquée bleue d'Istanbul et plusieurs autres grands monuments, ils sont pourchassés par Strettin Vulpius. Finalement, alors que dans quelques jours on va fêter le passage à l'an 3000, Vulpius les rencontre et tente de leur faire renoncer à leurs projets criminels. Mais en lui expliquant leur motivation, ils parviennent à le convaincre de la justesse de celle-ci : en fin de compte, se dit Vulpius, la destruction du musée du Louvre ne sera pas une grande perte !
- Liens externes :
  - Publications en France, selon iSFdb
  - Publications dans le monde, selon iSFdb
  - « Fiche » sur le site NooSFere

### Notre terre
- Auteur : Ayerdhal.
- Situation dans le recueil : p. 177 à p. 199.
- Publications : 
  - La Logique des essaims, recueil de nouvelles ; éd. Imaginaires sans frontières, octobre 2001 ; éd. J'ai lu, 2004.
  - Scintillements, recueil de nouvelles, éd. Au diable vauvert (2016).
- Résumé : La nouvelle alterne entre le « Récit de l'introspect » (créature créée par génie génétique, chargée de purifier les océans pollués et radioactifs de la Terre) et le « Journal de l'extravers » (expédition de jeunes scientifiques humains chargés de vérifier si une partie de l'océan a bien été purifiée). Les jeunes scientifiques font des analyses de l'eau et effectuent des prélèvements, sans se rendre compte qu'ils perturbent le travail de l'Introspect. Celui-ci, qui exécute un programme très précis et méticuleux, se sent agressé par ces inconnus qu’il considère comme des intrus, puis des ennemis. Il les attaque et les tue les uns après les autres.
- Liens externes :
  - « Fiche » sur le site NooSFere
  - Publications en France, selon iSFdb
  - Publication en Italie, selon iSFdb, sous le titre Terra nostra

### L'Épineux problème de la tête à grand-mère
- Auteur : Karen Haber.
- Titre original : That Unfortunate problem with Grandma's Head.
- Traducteur : Hélène Collon.
- Situation dans le recueil : p. 201 à p. 223.
- Résumé : Alors que la famille entière est réunie en ce 31 décembre 2999, les membres de la famille s'échangent des cadeaux. Peu après, on tire au sort la personne qui devra conserver soigneusement, pour l’année à venir, la « tête de grand-mère », en réalité un cube contenant la personnalité d'une aïeule morte depuis plusieurs siècles. Le sort désigne Kathay. Celle-ci fait triste figure car elle craint que l'esprit de Grand-mère ne lui occasionne des soucis. Et c'est exactement ce qu'il se passe : la grand-mère commente chacune de ses actions, se montre déplaisante et insupportable. Aidée de Jamee, Kathay effectue une « opération spéciale » sur le cube informatique. Le 31 décembre suivant, Kathay propose de conserver la « tête de Grand mère » : celle-ci n'est plus insupportable car elle a perdu sa voix. Désormais, seuls les mots « miaou » (comme les chats) sortent de sa bouche !
- Liens externes :
  - Publications en France et aux États-Unis, selon iSFdb
  - « Fiche » sur le site NooSFere

### Angles
- Auteur : Orson Scott Card.
- Titre original : Angles.
- Traducteur : Pierre-Paul Durastanti.
- Situation dans le recueil : p. 225 à p. 258.
- Résumé : La nouvelle évoque trois séries de personnages à des époques différentes. En 2024, on s'interroge sur l'éventuelle existence d'univers parallèles. En 2186, on crée une nouvelle technologie. En l'an 3000, on a découvert que nos cerveaux sont en contact avec les cerveaux de personnes habitant des univers parallèles. Il est possible de contacter ces univers parallèles et même de s'y rendre par une expérience de pensée. Un groupe de Japonais veut partir pour un monde parallèle. Mais leur interlocuteur qui organise le passage est un bandit à la solde des habitants de cet univers parallèle. Toutefois il ne s'attend pas au fait que les Japonais renversent la situation et le fassent prisonnier...
- Liens externes :
  - Publications en France, selon iSFdb
  - Publications dans le monde, selon iSFdb
  - « Fiche » sur le site NooSFere

### Retour au foyer
- Auteur : Christopher Priest
- Titre original : The Discharge.
- Traducteur : Maryvonne Ssossé.
- Distinction : Grand Prix de l'Imaginaire, nouvelle étrangère, 2002.
- Situation dans le recueil : p. 259 à p. 315.
- Résumé :
- Liens externes :
  - Publications en France, selon iSFdb
  - Publications dans le monde, selon iSFdb
  - « Fiche » sur le site NooSFere

### L'Hiver de Turing
- Auteur : Franco Ricciardiello (it).
- Titre original : L'inverno di Turing.
- Traducteur : Jacques Barbéri.
- Situation dans le recueil : p. 317 à p. 340.
- Résumé :
- Liens externes :
  - Publications en France, selon iSFdb
  - « Fiche » sur le site NooSFere

### Jolie Petite Fille
- Auteur : Joël Houssin.
- Situation dans le recueil : p. 341 à p. 356.
- Résumé : En l'an 3000, « Jolie Petite Fille » est une humaine-abeille qui, après s'être fait féconder, va pondre des milliers de nouveaux êtres humains.
- Liens externes :
  - Publications en France, selon iSFdb
  - « Fiche » sur le site NooSFere

### Van Gogh à la fin du monde
- Auteur : Paul J. McAuley.
- Titre original : Searching for Van Gogh at the End of the World.
- Traducteur : Pierre-Paul Durastanti.
- Situation dans le recueil : p. 357 à p. 373.
- Résumé : Deux androïdes, prénommés « 7 » (homme) et « 15 » (femme) sont envoyés dans le Temps par leur maître pour procéder à un vol au Metropolitan Museum of Art. Après avoir atterri en l'an 1000, ils parviennent en l'an 3000, mais à Londres ! Ils font connaissance avec un pickpocket, qui à la fin de la nouvelle s'avèrera être un agent d'un adversaire de leur maître.
- Liens externes :
  - Publications en France, selon iSFdb
  - Publications dans le monde, selon iSFdb
  - « Fiche » sur le site NooSFere

### Les Nuits inutiles
- Auteur : Jean-Claude Dunyach.
- Première publication de la nouvelle dans cette anthologie.
- Situation dans le recueil : pages 375 à 390.
- Résumé : La nouvelle est composée de trois sections numérotées, aux tailles inégales. Le narrateur est enfermé dans un monde virtuel (« Virtumonde ») et explique comment et pourquoi il torture Morse pour que ce dernier lui délivre une information importante. Pour cela, chaque fois que Morse refuse et meurt, sa dernière « sauvegarde » disparaît et le narrateur s'attaque à la précédente sauvegarde. Chaque sauvegarde de l'esprit de Morse ayant été faite tous les quatre mois, le Morse que questionne le narrateur rajeunit sans cesse, de quatre mois en quatre mois, à rebours.
- Liens externes :
  - Publications en France, selon iSFdb
  - « Fiche » sur le site NooSFere

### Marche et crève
- Auteur : Roland C. Wagner.
- Situation dans le recueil : p. 391 à p. 417.
- Résumé :
- Liens externes :
  - Publications en France, selon iSFdb
  - « Fiche » sur le site NooSFere

### Onde de choc
- Auteur : Gregory Benford.
- Titre original : The Hydrogen Wall.
- Traducteur : Hélène Collon.
- Situation dans le recueil : p. 419 à p. 451.
- Résumé :
- Liens externes :
  - Publications en France, selon iSFdb
  - Publications dans le monde, selon iSFdb
  - « Fiche » sur le site NooSFere

### La Balade du singe seul
- Auteur : Sylvie Denis.
- Situation dans le recueil : p. 453 à p. 492.
- Résumé :
- Liens externes :
  - Publications en France, selon iSFdb
  - « Fiche » sur le site NooSFere

### Entités
- Auteur : Norman Spinrad.
- Titre original : Entities.
- Traducteur : Nathalie Serval.
- Situation dans le recueil : p. 493 à p. 519.
- Résumé :
- Liens externes :
  - Publications en France, selon iSFdb
  - Publications dans le monde, selon iSFdb
  - « Fiche » sur le site NooSFere

### On est bien seul dans l'univers
- Auteur : Philippe Curval.
- Situation dans le recueil : p. 521 à p. 543.
- Remarque : la nouvelle sera aussi publiée dans l’anthologie On est bien seul dans l'univers, édition La Volte, 2017  (ISBN 978-2-37049-050-6).
- Résumé : En l'an 3000, le narrateur de la nouvelle, Trinquetaille, est comme tous les autres habitants : blasé et désabusé. À l'âge de 120 ans, en pleine forme, il n'a plus le goût à grand chose. Sa compagne Mara passe son temps à faire du Vuol, une pratique consistant à voler en pensée dans la haute atmosphère. Un jour, Mara décède accidentellement. Quatrefer, le meilleur ami de Trinquetaille, lui propose de « nettoyer » son cerveau. L'opération psychique intervient et Trinquetaille retrouve sa mémoire originelle. Soudain il se souvient que quatre siècles auparavant, une espèce extraterrestre avait envahi la planète Terre, tué tous les animaux, et remplacé les humains en prenant leurs corps et pensées. Sans humains, sans animaux, sans buts et sans espoirs de renouvellement, ces habitants de la Terre, non humains, se sentent aujourd'hui bien seuls, comme s'ils étaient en prison. Oui, vraiment, « on est bien seul dans l'univers ».
- Liens externes :
  - Publications en France, selon iSFdb
  - « Fiche » sur le site NooSFere

### Le 9 av
- Auteur : Dan Simmons.
- Titre original : The Ninth of Av.
- Traducteur : Jean-Daniel Brèque.
- Situation dans le recueil : p. 545 à p. 579.
- Résumé :
- Liens externes :
  - Publications en France, selon iSFdb
  - Publications dans le monde, selon iSFdb
  - « Fiche » sur le site NooSFere

## Partie éditoriale
- Introduction (pages 7 à 12) : introduction de Jacques Chambon et de Robert Silverberg.
- Dictionnaire des auteurs (pages 581 à 596).